# Amselina wiltshirei
Amselina wiltshirei is een vlinder uit de familie van de dominomotten (Autostichidae). De wetenschappelijke naam van de soort is, als Eremica wiltshirei, voor het eerst geldig gepubliceerd in 1963 door Gozmany.

## Andere combinaties
- Eremica wiltshirei Gozmany, 1963
- Eremicamima wiltshirei (Gozmany, 1963)